# Ignatius Kilage
Ignatius Kilage (1941 - Port Moresby, 31 de diciembre de 1989) fue el cuarto Gobernador General de Papúa Nueva Guinea, desde el 1 de marzo de 1989, fecha en la que sustituyó a Kingsford Dibela, hasta el 31 de diciembre de 1989, fecha en la que murió repentinamente.
Previamente a ser nombrado Gobernador General, Kilage desempeñó el cargo de Defensor del Pueblo de Papúa Nueva Guinea.
Fue autor de los libros My Mother Calls Me Yaltep y The Adventures of Yomba The Trickster, Melbourne, 1994 (póstumo).
En 1991 un estadio recibió su nombre como homenaje.